# Al-Quṣayr
Al-Quṣayr es un distrito de la gobernación de Mar Rojo, Egipto. En julio de 2017 tenía una población estimada de 48 031 habitantes.
Se encuentra ubicado al sureste del país, entre el río Nilo, al oeste, y el mar Rojo, al este.